# Ословлення
Осло́влення — це термін, що виник для опису процесу вираження емоцій, думок, почуттів або інших нематеріальних концептів за допомогою мовних засобів. Це поняття охоплює різні аспекти мовної комунікації, зокрема вербальні та невербальні засоби, які люди використовують для передачі своїх внутрішніх станів оточенню.
Термін уперше набув філологічної значущості в межах конференції, що відбулася (і нині традиційно відбувається) «Ословлення простору у світлі сучасних філологічних наук» в Національному університеті «Острозька академія» (НаУОА). Його концепція пов'язана з процесами адаптації, трансформації та репрезентації культурних і мовних елементів у текстах, що формують сучасний український лінгвістичний і медійний простір.

## Словникове тлумачення
Осло́влення, я, с., книжн. Дія за знач. осло́вити і осло́витися.
«Невимовні болі матері, в якої забирають сина, яка втратила єдиного сина, — це теж одна з постійних Шевченкових тем, він бере на себе „ословлення“ цих болів ніби за всіх матерів» (І. Дзюба);
«Несакральна сфера, особливо в тій частині, яка стосується абстрактних понять, з самого початку ословлення обростає численними метафорами, образними уподібненнями» (з наук. літ.).

## Історія терміна
Термін «вербалізація» має глибокі корені у психології, лінгвістиці та філософії. Він був введений для вивчення того, як люди використовують мову для вираження своїх емоцій та почуттів. Цей термін також знайшов своє застосування у культурології та антропології для аналізу культурних відмінностей у способах вираження емоцій.
Однак власне український відповідник «ословлення» як науковий термін було концептуалізовано у 2023—2024 роках в межах Всеукраїнської конференції «Ословлення простору у світлі сучасних філологічних наук», яку організувала катедра української мови та літератури НаУ «Острозька академія». На першій такій конференції 2023 року концепція ословлення була висвітлена чітко та різнобічно, стала окреслена в межах теоретичного та практичного аспектів завдяки дослідникам з різних областей України.

## Наукове значення
Ословлення стало важливим концептом у дослідженні трансформації мовних і культурних явищ у сучасних умовах глобалізації. Завдяки інтеграції культурного контексту в текст, цей процес сприяє збереженню унікальності мови та її адаптації до нових викликів.

## Значення ословлення у міжособистісній комунікації
Ословлення відіграє ключову роль у міжособистісній комунікації, оскільки дозволяє людям зрозуміти емоційний стан одне одного. Ефективне ословлення допомагає уникнути непорозумінь, знижує рівень конфліктів та сприяє кращому порозумінню у різних соціальних контекстах.

## Міжгалузеве практичне застосування
Знання про ословлення є корисними у багатьох сферах, зокрема в:
- освіті (напр.: Нищета Володимир. «Усвідомлення й організація освітньої діяльності як риторичної у процесі навчання української мови.» Теоретична і дидактична філологія 17 (2014): 102—114);

Нищета Володимир:
«Риторична діяльність — це омовлення (ословлення) задумів і прагнень особистості в процесі гармонізуючого діалогу між комунікантами».
- лексикології та фразеології (напр.: Опришко Наталя. «Фразеологічні одиниці з концептом „кінь“ як засіб ословлення пересування в просторі». Наукові записки Національного університету «Острозька академія»: Серія «Філологія» 22 (90) (2024): 153—156.)
- психолінгвістиці (напр. Скаб М. «Межі мовної категоризації, або що залишається неословленим?.» Мовознавчий вісник 11 (2010): 7-11.)

Скраб Марія:
«У мові знаходять відображення лише найважливіші уявлення про певне явище, ословлення зазнають найістотніші концептуальні ознаки, які формують у мовця стереотипні уявлення про явище і відповідно зумовлюють його поведінку: зокрема, формування в мовців уявлень про існування визначальної для людини безсмертної душі, яка вимагає доброчинства, зумовлювало й відповідну поведінку людини».

## Думки науковців
На пленарній зустрічі Всеукраїнської конференції «Ословлення простору у світлі сучасних філологічних наук» 17 березня 2023 р. проректор з науково-педагогічної роботи, доктор філософських наук, професор Дмитро Шевчук зауважив:
«…ословлення — це неймовірна мовна естетика».

На пленарній зустрічі Всеукраїнської конференції «Ословлення простору у світлі сучасних філологічних наук» 15 березня 2024 р. директор Навчально-наукового інституту соціально-гуманітарного менеджменту, кандидат філософських наук, доцент Максим Карповець зазначив:
"Питання українського слова, ословлення простору — це не тільки красива метафора чи новоутворений концепт, але наша безпосередня матеріальна реальність, чітко окреслена державними кордонами й межами.